# Amalia Enrichetta di Solms-Baruth
Contessa Amalia Enrichetta Carlotta di Solms-Baruth (Kliczków, 30 gennaio 1768 – Karlsruhe, 31 ottobre 1847) fu una contessa di Solms-Baruth per nascita. Fu l'unica figlia di Giovanni Cristiano, Conte di Solms-Baruth e di sua moglie, Federica Luisa di Reuss-Köstritz.

## Matrimonio e figli
Sposò il 30 gennaio 1789 Carlo Luigi, Principe di Hohenlohe-Langenburg. Ebbero i seguenti figli:
- Principessa Luisa di Hohenlohe-Langenburg
- Principessa Elisabetta di Hohenlohe-Langenburg; sposò Vittorio Amedeo, Langravio d'Assia-Rotenburg, Duca di Ratibór
- Principessa Costanza di Hohenlohe-Langenburg; sposò il Principe Francesco Giuseppe di Hohenlohe-Schillingsfürst
- Principessa Emilia di Hohenlohe-Langenburg; sposò il Conte Federico Ludovico di Castell-Castell
- Principe Ernesto di Hohenlohe-Langenburg (1794–1860); sposò nel 1828 la Principessa Feodora di Leiningen (1807-1872)
- Principe Federico di Hohenlohe-Langenburg
- Principessa Maria Enrichetta di Hohenlohe-Langenburg
- Principessa Luisa di Hohenlohe-Langenburg; sposò il Principe Adolfo zu Hohenlohe-Ingelfingen
- Principessa Giovanna di Hohenlohe-Langenburg; sposò il Conte Emilio Cristiano di Erbach-Schönberg
- Principessa Agnese di Hohenlohe-Langenburg; sposò Costantino, Principe Ereditario di Löwenstein-Wertheim-Rosenberg
- Principe Enrico Gustavo di Hohenlohe-Langenburg
- Principessa Elena di Hohenlohe-Langenburg; sposò il Duca Eugenio di Württemberg
- Principe Enrico di Hohenlohe-Langenburg

I matrimoni dei suoi figli e nipoti la rendono una antenata di alcune delle più importanti casate nobili d'Europa.
- Giovanni Adamo II, Principe del Liechtenstein è il bisnipote dell'Infanta Maria Teresa del Portogallo, la cui madre, Adelaide di Löwenstein-Wertheim-Rosenberg, era la nipote di Amalia Enrichetta.
- il Granduca Henri di Lussemburgo è anche un discendente di Adelaide di Löwenstein-Wertheim-Rosenberg attraverso la figlia, l'Infanta Maria Anna del Portogallo.
- Alberto II del Belgio è anche un discendente di Adelaide di Löwenstein-Wertheim-Rosenberg attraverso la figlia, l'Infanta Maria José del Portogallo, madre di Elisabetta di Baviera, Regina del Belgio nonna paterna di Alberto II.
- la Regina Sofia di Spagna e Costantino II di Grecia sono figli di Federica di Hannover, la cui nonna, Augusta Vittoria di Schleswig-Holstein, era una nipote del figlio di Amalia Enrichetta, Ernesto I, Principe di Hohenlohe-Langenburg.
- Re Carlo XVI Gustavo di Svezia è un figlio di Sibilla di Sassonia-Coburgo e Gotha, la bis-bisnipote del figlio di Amalia Enrichetta, Ernesto I.
- la Regina Beatrice dei Paesi Bassi è una figlia di Bernhard van Lippe-Biesterfeld, un bis-bisnipote della figlia di Amalia Enrichetta, Emilia.

## Ascendenza
|                                           |                                |                                            | Genitori                                |  |  | Nonni |  |  | Bisnonni                           |  |  | Trisnonni                             |  |
|                                           |                                |                                            |                                         |  |  |       |  |  | Johann Christian I zu Solms-Baruth |  |  | Friedrich Sigismund I zu Solms-Baruth |  |
|                                           |                                |                                            |                                         |  |  |       |  |  | Johann Christian I zu Solms-Baruth |  |  | Friedrich Sigismund I zu Solms-Baruth |  |
|                                           |                                | Ernestine von Schönburg-Hartenstein        |                                         |  |  |       |  |  | Johann Christian I zu Solms-Baruth |  |  |                                       |  |
| Johann Karl zu Solms-Baruth               |                                |                                            |                                         |  |  |       |  |  | Johann Christian I zu Solms-Baruth |  |  |                                       |  |
|                                           |                                | Helena Constantia Henckel von Donnersmarck | Elias Andreas Henckel von Donnersmarck  |  |  |       |  |  |                                    |  |  |                                       |  |
|                                           |                                | Helena Constantia Henckel von Donnersmarck | Elias Andreas Henckel von Donnersmarck  |  |  |       |  |  |                                    |  |  |                                       |  |
|                                           |                                | Helena Constantia Henckel von Donnersmarck | Barbara Helene von Maltzan              |  |  |       |  |  |                                    |  |  |                                       |  |
| Johann Christian II zu Solms-Baruth       |                                | Helena Constantia Henckel von Donnersmarck |                                         |  |  |       |  |  |                                    |  |  |                                       |  |
|                                           |                                | Rudolf Ferdinand zur Lippe-Biesterfeld     | Jobst Hermann zur Lippe-Biesterfeld     |  |  |       |  |  |                                    |  |  |                                       |  |
|                                           |                                | Rudolf Ferdinand zur Lippe-Biesterfeld     | Jobst Hermann zur Lippe-Biesterfeld     |  |  |       |  |  |                                    |  |  |                                       |  |
|                                           |                                | Rudolf Ferdinand zur Lippe-Biesterfeld     | Elisabeth Julienne zu Sayn-Wittgenstein |  |  |       |  |  |                                    |  |  |                                       |  |
| Luise zur Lippe-Biesterfeld               |                                | Rudolf Ferdinand zur Lippe-Biesterfeld     |                                         |  |  |       |  |  |                                    |  |  |                                       |  |
|                                           |                                | Juliane Louise von Kunowitz                | Johann Dietrich von Kunowitz            |  |  |       |  |  |                                    |  |  |                                       |  |
|                                           |                                | Juliane Louise von Kunowitz                | Johann Dietrich von Kunowitz            |  |  |       |  |  |                                    |  |  |                                       |  |
|                                           |                                | Juliane Louise von Kunowitz                | Dorothea zu Lippe-Brake                 |  |  |       |  |  |                                    |  |  |                                       |  |
| Amalie Henriette zu Solms-Baruth          |                                | Juliane Louise von Kunowitz                |                                         |  |  |       |  |  |                                    |  |  |                                       |  |
|                                           | Heinrich XXIV zu Reuß-Köstritz | Heinrich I zu Reuß-Schleiz                 |                                         |  |  |       |  |  |                                    |  |  |                                       |  |
|                                           | Heinrich XXIV zu Reuß-Köstritz | Heinrich I zu Reuß-Schleiz                 |                                         |  |  |       |  |  |                                    |  |  |                                       |  |
|                                           | Heinrich XXIV zu Reuß-Köstritz | Marie Elisabeth von Sinzendorf             |                                         |  |  |       |  |  |                                    |  |  |                                       |  |
| Heinrich VI zu Reuß-Köstritz              | Heinrich XXIV zu Reuß-Köstritz |                                            |                                         |  |  |       |  |  |                                    |  |  |                                       |  |
|                                           |                                | Emma Elionor von Promnitz-Dittersbach      | Hans Christoph von Promnitz-Dittersbach |  |  |       |  |  |                                    |  |  |                                       |  |
|                                           |                                | Emma Elionor von Promnitz-Dittersbach      | Hans Christoph von Promnitz-Dittersbach |  |  |       |  |  |                                    |  |  |                                       |  |
|                                           |                                | Emma Elionor von Promnitz-Dittersbach      | Anna Elisabeth Saurma von der Jeltsch   |  |  |       |  |  |                                    |  |  |                                       |  |
| Friederike Louise Sophie zu Reuß-Köstritz |                                | Emma Elionor von Promnitz-Dittersbach      |                                         |  |  |       |  |  |                                    |  |  |                                       |  |
|                                           |                                | Antonio Casado y Velasco                   | Isidro Casado de Acevedo y Rosales      |  |  |       |  |  |                                    |  |  |                                       |  |
|                                           |                                | Antonio Casado y Velasco                   | Isidro Casado de Acevedo y Rosales      |  |  |       |  |  |                                    |  |  |                                       |  |
|                                           |                                | Antonio Casado y Velasco                   | María Francisca de Velasco              |  |  |       |  |  |                                    |  |  |                                       |  |
| Henrica Casado de Monteleone              |                                | Antonio Casado y Velasco                   |                                         |  |  |       |  |  |                                    |  |  |                                       |  |
|                                           |                                | Marguerite Huguetan                        | Jean Henri Huguetan Gyldensteen         |  |  |       |  |  |                                    |  |  |                                       |  |
|                                           |                                | Marguerite Huguetan                        | Jean Henri Huguetan Gyldensteen         |  |  |       |  |  |                                    |  |  |                                       |  |
|                                           |                                | Marguerite Huguetan                        | Susanne Testas                          |  |  |       |  |  |                                    |  |  |                                       |  |
|                                           |                                | Marguerite Huguetan                        |                                         |  |  |       |  |  |                                    |  |  |                                       |  |